# Јован Д. Крсмановић
Јован Крсмановић (Тузла, 1830. -  Врањска Бања, 5. мај 1892.) био је српски трговац, народни посланик и задужбинар.

## Каријера
После смрти оца Димитрија-Миће, са браћом Ристом и Николом и зетом Ристом Параносом преселио се у Београд и 1858. основао фирму "Браћа Крсмановић и Паранос". Осим шљива, бавили су се откупом и извозом коже, као и увозом соли.
После убиства кнеза Михаила, Јован Крсмановић је изабран за посланика на Великој народној скупштини која је требало да изабере новог српског кнеза. Био је члан Либералне странке и дугогодишњи потпредседник њеног Главног одбора. Биран је за народног посланика на листи либерала за Гружански срез (1874, 1885), за члана Уставотворног одбора који је предложио Скупштини предлог Устава из 1888. и у више наврата за одборника вароши Београда.
За време српско-турских ратова 1876-1878. био је командир Београдског гарнизона.
Владан Ђорђевић, председник Београдске општине од 1884-1885, саставио је комисију која је требала да спроводи мере како би се град Београд "уредио и сврстао у ред савремених европских престоница". Поред Ђорђевића, у овој комисији били су и Јованча Антула и Јован Крсмановић. Крсмановић је у овој комисији био задужен за трговачка и привредна питања. Комисија је посетила Темишвар, Будимпешту, Беч, Минхен, Стразбур, Париз, Брисел, Франкфурт, Берлин и Данцинг, како би се упознали са искуствима ових градова.
Преко своје фирме Крсмановић је новчано помагао српску војску и снабдевао је брашном и пасуљем. По оснивању Народне банке Србије 1884. залагао се за упис само домаћег капитала, а сам је уписао велики број акција. На оснивачкој седници изабран је за члана Управног одбора и постављен за првог вицепремијера. Када је банка бивала у кризи, давао је помоћ у сребру и злату.